# Артемія
Арте́мія (лат. Artemia) — рід нижчих ракоподібних класу зяброногих.
Рачки довж. 7—18 мм, червонуватого кольору; ніг 11 пар, черевце 8-членикове.
Живуть в солоних озерах. Живиться мікроскопічними водоростями. Здатна жити й розмножуватися в надзвичайно солоній воді.
Поширені по всьому світу; в Україні — в солоних озерах Криму, Сиваші, одеських лиманах. місто Слов'янськ Озеро Сліпне. Озеро Ріпне, Озеро Вейсове, Озеро Горячка. Солоні озера Кінбурнського півострова.
При масовому розмноженні артемії іноді надають воді червоного кольору. У артемій відоме явище партеногенезу. Якщо водойма пересихає — артемія гине, а в мулі залишається величезна кількість її яєць, які роками можуть зберігатись в сухому вигляді.

## Виноски
1. ↑  Alireza Asem, Nasrullah Rastegar-Pouyani, Patricio De Los Rios (2010). The genus Artemia Leach, 1819 (Crustacea: Branchiopoda): true and false taxonomical descriptions. Latin American Journal of Aquatic Research. 38: 501—506. Архів оригіналу за 25 квітня 2012. Процитовано 12 листопада 2010. [Архівовано 2012-04-25 у Wayback Machine.]
2. 1 2  Дитяча енциклопедія: Живий світ України / О. Ф. Цеханська, Д. Г. Стрєлков — Харків: «Ранок», 2007—128с., іл.